# Седов, Виталий Валентинович
Виталий Валентинович Седов (30 мая 1972, Ярославль — 18 сентября 2021) — советский и российский хоккеист, нападающий.

## Биография
Воспитанник ярославского хоккея. Выступал за команды ШВСМ Ярославль (1989/90 — 1990/91), «Россия» Краснокамск (1990/91 — 1993/94), «Кристалл» Саратов (1994/95 — 1998/99), «Кристалл» Электросталь (1999/2000, 1 матч), «Чури Урдин» Сан-Себастьян (Испания, 1999/2000), «Заполярник» Норильск (2000/01), «Металлург» Серов (2001/02), «Брест» (Беларусь) и «Русич-Эксима» Рыбинск (2002/03).
Скончался в сентябре 2021 года.